# Lorenz Vilgertshofer
Lorenz Vilgertshofer (* 27. Januar 1900 in Finsing; † 4. April 1998 in Stockdorf) war ein deutscher Verwaltungsbeamter und Politiker (CSU).

## Leben und Beruf
Nach dem Schulbesuch arbeitete Vilgertshofer von 1914 bis 1921 in der Landwirtschaft und war von 1921 bis 1934 als Bauarbeiter tätig. Er besuchte 1924/25 die Regensburger Kurse bei Georg Heim, fungierte von 1925 bis 1933 als Sekretär des niederbayerischen Christlichen Bauernvereins in Landshut und war gleichzeitig Leiter der dortigen Buchstelle.
Nach der Machtübernahme der Nationalsozialisten und der Auflösung des Christlichen Bauernvereins ging Vilgertshofer einer kaufmännischen Tätigkeit nach. Er war von 1935 bis 1948 Betriebsprüfer und anschließend leitender Prüfer beim Landesfinanzamt bzw. beim Oberfinanzpräsidium in München. Von 1948 bis 1954 war er Persönlicher Referent des bayerischen Landwirtschaftsministers Alois Schlögl, von 1957 bis 1962 dann Persönlicher Referent des bayerischen Landwirtschaftsministers Alois Hundhammer, zuletzt als Ministerialrat.

## Partei
Vilgertshofer schloss sich zum 1. April 1940 der NSDAP an. Er trat in die CSU ein und war von 1965 bis 1970 Vorsitzender des CSU-Bezirksverbandes Niederbayern.

## Abgeordneter
Vilgertshofer war von 1954 bis 1970 Mitglied des Bayerischen Landtages und dort von 1958 bis 1962 Vorsitzender des Ausschusses für Fragen des Beamtenrechts und der Besoldung.

## Öffentliche Ämter
Vilgertshofer amtierte vom 11. Dezember 1962 bis zum 8. Dezember 1970 als Staatssekretär im Staatsministerium für Landwirtschaft und Forsten in der von Ministerpräsident Alfons Goppel geführten Regierung des Freistaates Bayern.
1969–1970 war Vilgertshofer der Vorsitzende der nach ihm benannten Organisationskommission, welche die Grundlagen für die große Reform der bayerischen Staatsforstverwaltung 1973 ausarbeitete.

## Ehrungen
- 1962: Ehrenmitglied der katholischen Studentenverbindung K.D.St.V. Agilolfia Freising
- 1963: Bayerischer Verdienstorden
- 1968: Großes Verdienstkreuz mit Stern der Bundesrepublik Deutschland